# Велика об’їзна дорога Парижу
Велика об’їзна дорога Парижу (французька «Great Paris Bypass») — це четверта кільцева дорога навколо Парижа, яка охоплює три інші кільцеві дороги (Периферік, А86 і Франсільєн).
Велика об’їзна дорога фактично складається з двох неповних і частково перекриваючих кілець N-доріг (routes nationale) і автомагістралей (autoroutes) і відомих як «Перше рішення» та «Друге рішення», у межах від 80 до 200 км від Парижа.
Спочатку планувалося завершити в 2006 році «Друге рішення» в даний час тягнеться за годинниковою стрілкою на 826 км від Буржа до Труа. Два кільця ненадовго перекриваються, коли вони проходять через Руан і знову використовують автомагістраль A26 між Реймсом і Труа. Ділянка A26 між Труа та Осером, яка частково завершить друге рішення для стандарту Autoroute, наразі не є високопріоритетним проектом, і прогрес передбачається лише після 2020 року, тоді як для решти ділянки A26 між Осером та Буржем не існує розкладу. який взагалі не запрограмований на будівництво. Хоча A26 вважається неповним, N77 і N151 використовуються для завершення зовнішнього кільця.
Друге рішення має довжину майже 1115 км, а плата за проїзд коштує 67,80 євро станом на 1 жовтня 2011 року.
Незважаючи на повне кільце, Перше рішення використовує "routes nationale" ("національні дороги" або шосе), які є сумішшю однієї смуги та двох проїжджих частин для північної та західної сторін. N154 на західній стороні Першого рішення (станом на 2020 рік) модернізується до 2x2 подвійної проїжджої частини із запропонованими об’їзними дорогами на схід від Шартра та на захід від Дре.

## Майбутні вдосконалення
Запропонована об’їзна автомагістраль на схід від Руана (Contournement de Rouen Est) спрямована на будівництво стандартної автомагістралі 44 км між автомагістралями A13 і A28 до 2024 року, які будуть називатися A133 і A134. Це усуне останнє міське вузьке місце як на першому, так і на другому варіантах об’їзної дороги Парижа.

## Північна частина
- Перше рішення:
  - N31 (Руан - Бове - Реймс)
  - А26 (Реймс - Труа) (Збігається з другим рішенням)
- Друге рішення:
  - А28 (Руан - Нефшатель-ан-Бре)
  - А29 (Нефшатель-ан-Бре - Ам'єн - Сен-Кантен)
  - A26 (Сен-Кантен - Реймс - Труа). (Збігається з першим рішенням).

## Південна частина
- Перше рішення
  - A5 (Труа - Сен)
  - А19 (Sens - Artenay)
  - N154 (Артеней - Шартр - Дре - Евре, потім A154 - Валь-де-Рей)
  - A13 (Валь-де-Рей - Руан)
- Друге рішення
  - N77 (Труа - Осер)
  - N151 (Осер - Бурж)
  - A71 (Бурж - В'єрзон)
  - A85 (В'єрзон - Сент-Еньян - Тур)
  - А28 (Тур - Ле-Ман - Алансон - Руан)